# Cupa Camerunului
Cupa Camerunului este o competiție fotbalistică națională din Camerun.

## Finalele

### Înainte de independență
- 1941: Caïman de Douala 6-0 Mikado ASTP
- 1942: Caïman de Douala 3-1 Léopard Douala
- 1943: Caïman de Douala
- 1954: Jeunesse Bamiléké
- 1956: Oryx Douala 6-0 Léopard Douala
- 1957: Canon Yaoundé 1-0 Léopard Douala
- 1958: Tonnerre Yaoundé 3-1 Aigle Royal (Dschang)
- 1959: Caïman de Douala 2-1 Vent Sportif (Douala)

### După independență
| Anul | Câștigătorul             | Scorul             | Pierzătorul              |
| ---- | ------------------------ | ------------------ | ------------------------ |
| 1960 | Parthenay Lion Yaoundé   | 2-1                | Canon Yaoundé            |
| 1961 | Union Douala             | 4-0                | Union Yaoundé            |
| 1962 | Lion Yaoundé             | 4-3                | Union Douala             |
| 1963 | Oryx Douala              | 2-1 (a.p.)         | Tonnerre Yaoundé         |
| 1964 | Diamant Yaoundé          | 3-0                | P & T Social Club (Buéa) |
| 1965 | Lion Yaoundé             | 4-1                | CDC Victoria United      |
| 1966 | Lion Yaoundé             | 3-1                | CAMBANK (Yaoundé)        |
| 1967 | Canon Yaoundé            | 1-0                | PWD Bamenda              |
| 1968 | Oryx Douala              | 2-1                | Prison Buéa              |
| 1969 | Union Douala             | 2-0                | Oryx Douala              |
| 1970 | Oryx Douala              | 2-0                | Aigle Nkongsamba         |
| 1971 | Diamant Yaoundé          | 3-2                | Caïman de Douala         |
| 1972 | Diamant Yaoundé          | 3-2                | Caïman de Douala         |
| 1973 | Canon Yaoundé            | 5-2                | Diamant Yaoundé          |
| 1974 | Tonnerre Yaoundé         | 1-0                | Canon Yaoundé            |
| 1975 | Canon Yaoundé            | 2-1                | Aigle Nkongsamba         |
| 1976 | Canon Yaoundé            | 2-0                | Racing FC Bafoussam      |
| 1977 | Canon Yaoundé            | 1-0                | Caïman de Douala         |
| 1978 | Canon Yaoundé            | 4-3                | Union Douala             |
| 1979 | Dynamo Douala            | 3-1                | PWD Bamenda              |
| 1980 | Union Douala             | 2-1                | Canon Yaoundé            |
| 1981 | Dynamo Douala            | 2-0                | Union Douala             |
| 1982 | Dragon Douala            | 4-1 (a.p.)         | Dihep Nkam (Yabassi)     |
| 1983 | Canon Yaoundé            | 3-2                | Union Douala             |
| 1984 | Dihep Nkam (Yabassi)     | 1-0                | Union Douala             |
| 1985 | Union Douala             | 2-0                | Canon Yaoundé            |
| 1986 | Canon Yaoundé            | 1-0                | Rail Douala              |
| 1987 | Tonnerre Yaoundé         | 4-2                | Diamant Yaoundé          |
| 1988 | Panthère de Bangangté    | 1-0                | Racing FC Bafoussam      |
| 1989 | Tonnerre Yaoundé         | 1-0                | Diamant Yaoundé          |
| 1990 | Prévoyance Yaoundé       | 1-1 (6 t.a.b. à 5) | Tonnerre Yaoundé         |
| 1991 | Tonnerre Yaoundé         | 1-0                | Racing FC Bafoussam      |
| 1992 | Olympique Mvolyé         | 1-0                | Diamant Yaoundé          |
| 1993 | Canon Yaoundé            | 2-0                | Léopards Douala          |
| 1994 | Olympique Mvolyé         | 1-0                | Tonnerre Yaoundé         |
| 1995 | Canon Yaoundé            | 1-0                | Océan Kribi              |
| 1996 | Racing FC Bafoussam      | 1-0                | Stade Bandjoun           |
| 1997 | Union Douala             | 2-1                | Port FC (Douala)         |
| 1998 | Dynamo Douala            | 1-0                | Canon Yaoundé            |
| 1999 | Canon Yaoundé            | 2-1                | Cotonsport Garoua        |
| 2000 | Kumbo Strikers           | 1-0                | Unisport de Bafang       |
| 2001 | Fovu Baham               | 3-2                | Cintra Yaoundé           |
| 2002 | Mount Cameroon FC (Buéa) | 2-1                | Sable Batié              |
| 2003 | Cotonsport Garoua        | 2-1                | Sable Batié              |
| 2004 | Cotonsport Garoua        | 1-0                | Union Douala             |
| 2005 | Impôts FC                | 1-0                | Unisport de Bafang       |
| 2006 | Union Douala             | 1-0                | Fovu Baham               |
| 2007 | Cotonsport Garoua        | 1-0                | Les Astres FC            |
| 2008 | Cotonsport Garoua        | 4-2                | Aigle Royal Menoua       |
| 2009 | Panthère de Bangangté    | 3-2                | Les Astres FC            |

## Total
| Clubul                | Titluri |
| --------------------- | ------- |
| Canon Yaoundé         | 11      |
| Union Douala          | 6       |
| Lion Yaoundé          | 4       |
| Tonnerre Yaoundé      | 4       |
| Cotonsport Garoua     | 4       |
| Oryx Douala           | 3       |
| Diamant Yaoundé       | 3       |
| Dynamo Douala         | 3       |
| Olympique Mvolyé      | 2       |
| Panthère de Bangangté | 2       |
| Dragon Douala         | 1       |
| Dihep Nkam            | 1       |
| Prévoyance Yaoundé    | 1       |
| Racing FC Bafoussam   | 1       |
| Kumbo Strikers        | 1       |
| Fovu Baham            | 1       |
| Mount Cameroon FC     | 1       |
| Impôts FC             | 1       |